# San Fernando (Buenos Aires)
San Fernando is een plaats in het Argentijnse bestuurlijke gebied San Fernando in de provincie Buenos Aires. De plaats telt 145.165 inwoners.

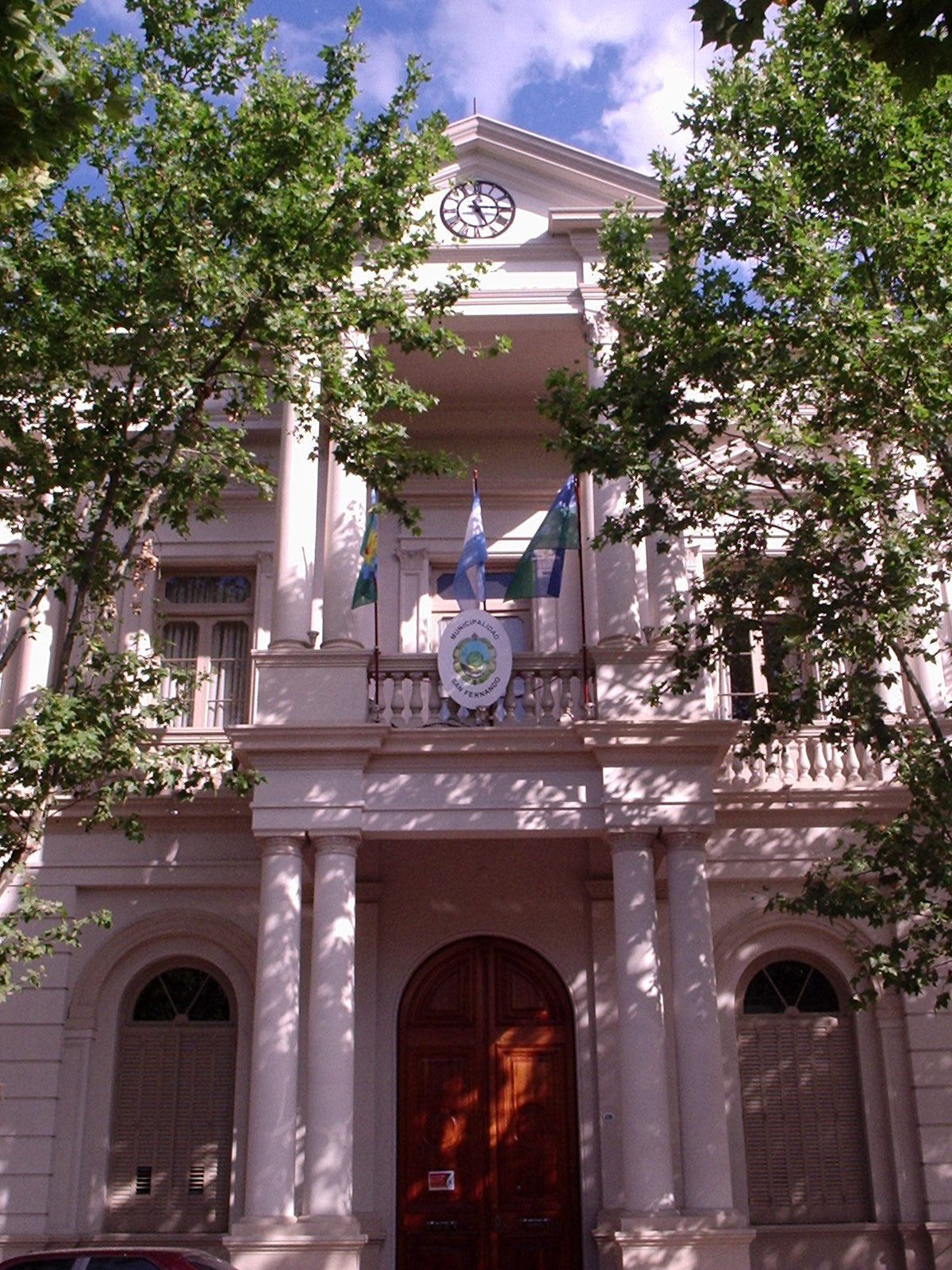
Palacio Municipal van San Fernando

## Geboren
- María Paz Ferrari (1973), hockeyster
- Jorge Quinteros (1974), voetballer
- Juan Román Riquelme (1978), voetballer
- Esteban Matías Cambiasso (1980), voetballer
- Lucas Barrios (1984), voetballer
- Paula Pareto (1986), judoka